# Sedlec u Libochovic
Sedlec (deutsch Sedletz b. Libochowitz, älter auch Zedelitz) ist eine Gemeinde in Tschechien. Sie gehört zum Okres Litoměřice.

## Geographie
Der Ort liegt 4 km südöstlich von Třebenice in 198 m ü. M. beiderseits des Podsedický potok auf der Hasenburger Platte im Südwesten des Böhmischen Mittelgebirges. Nachbarorte sind Chodovlice im Nordwesten, Úpohlavy im Nordosten, Lkáň im Westen und Klapý im Süden. Nördlich im Tal der Modla (Model) liegt die alte Lucký mlýn (Wiesenmühle). Der überwiegende Teil des Dorfes wurde steil nach Süden ansteigend am Hang des 277,9 m hohen Planík in den Křesínské vrchy, der Hügellandschaft um die Hazmburk angelegt.

## Geschichte
Sedlec ist seit 1223 urkundlich nachweisbar. Besitzer waren u. a. bis 1558 die Zajíc von Hasenburg. Im Jahr 1593 kam Sedlec zur Herrschaft Libochovice. Der Ort dessen Zentrum ein Dorfplatz mit starkem Gefälle bildet, besitzt eine Kapelle, die im 19. Jahrhundert errichtet wurde.
Die Bewohner lebten von der Landwirtschaft und dem Obstbau. 1985 wurde Sedlec nach Klapý eingemeindet und ist seit 1992 wieder selbständig.